# Trado
O trado é uma ferramenta utilizada para perfuração do solo, seja para coleta de amostras, sondagens geotécnicas ou execução de furos de pequena e média profundidade. A palavra "trado" tem origem no latim talatrum. Com dimensões e modelos variados, o trado é amplamente aplicado em áreas como geotecnia, meio ambiente, agricultura e construção civil.  
De forma geral, um trado é composto por um eixo cilíndrico de comprimento variável, com duas extremidades distintas:  
- Ponta perfurante: responsável pela penetração no solo. Pode ser do tipo concha, helicoidal, cavadeira, holandês ou caneco, dependendo da aplicação;
- Ponta de torque: parte onde é aplicada a força para girar o instrumento, seja manualmente ou com auxílio de um motor.

Os trados podem ser divididos em dois tipos principais: manuais, manuais mecanizados e hidráulicos mecanizados.  
Dentre os tipos de Trados existem os:   
1. Trados manuais;
2. Trados manuais mecanizados;
3. Trados hidráulicos mecanizados;

Os trados manuais são de pequeno porte e com restrições ao processo de penetração ao solo em função do diâmetro, profundidade e tipos de solo.
Os trados manuais mecanizados possuem alguns variedades no mercado, em função de sua potência e capacidade da motorização. Dentre eles existem os perfuradores de solo que vão varia de potência e força em função do modelo e marca. Outro modelos é os trados TR com motorização Honda que podem varia de 5,5 Hp até 6,5 Hp que confere maior potência e poder de perfuração podendo chegar a até 30m de profundidade.
Os modelos hidráulicos mecanizados, são os trados que dependem de uma fonte de força hidráulica de uma máquina, podendo ser um trator, uma retroescavadeira, escavadeira e caminhões munck, produzindo assim força mecânica que permite executar furos com maior diâmetros e profundidades, muito utilizados em obras de engenharia civil.  

## Trado Manual

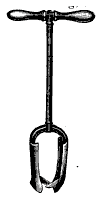
Representação do trado manual.

O trado manual é acionado pela força humana, sendo ideal para perfurações de pequena profundidade e em solos pouco resistentes. Esse tipo de trado é amplamente utilizado em:
- Coleta de amostras de solo deformadas para análises geotécnicas e ambientais;
- Sondagens preliminares em áreas com condições estáveis;
- Determinação da profundidade do lençol freático.

O procedimento para coleta de amostras está normalizado pela ABNT NBR 9603, que define os critérios para a obtenção de amostras deformadas.
Como mencionado anteriormente, o trado também pode ser utilizado na sondagem de simples reconhecimento dos solos, conforme estabelecido pela norma ABNT NBR 6484.
Os trados manuais podem ter pontas com diferentes formatos, dependendo da finalidade:
- Trado concha: utilizado para solos coesivos, como argilas;
- Trado helicoidal: ideal para solos granulares, como areias;
- Trado cavadeira: facilita a abertura inicial do furo;
- Trado tipo caneco: usado para solos úmidos ou com presença de água.

## Trado Manual Mecanizado
O trado manual mecanizado, também conhecido como trado mecanizado, é acionado por um motor (elétrico ou a combustão). Com maior potência e eficiência, permite perfurações mais profundas e em solos mais compactos ou rochosos.
- PERFURADO DE SOLO

•Potência Gasolina: 1.4 kW (1,9 Hp); 
•Cilindrada: 36,3 cm3;
•Relação de transmissão: 47,5:1;
•Peso sem combustível, sem broca: 9,9 kg;

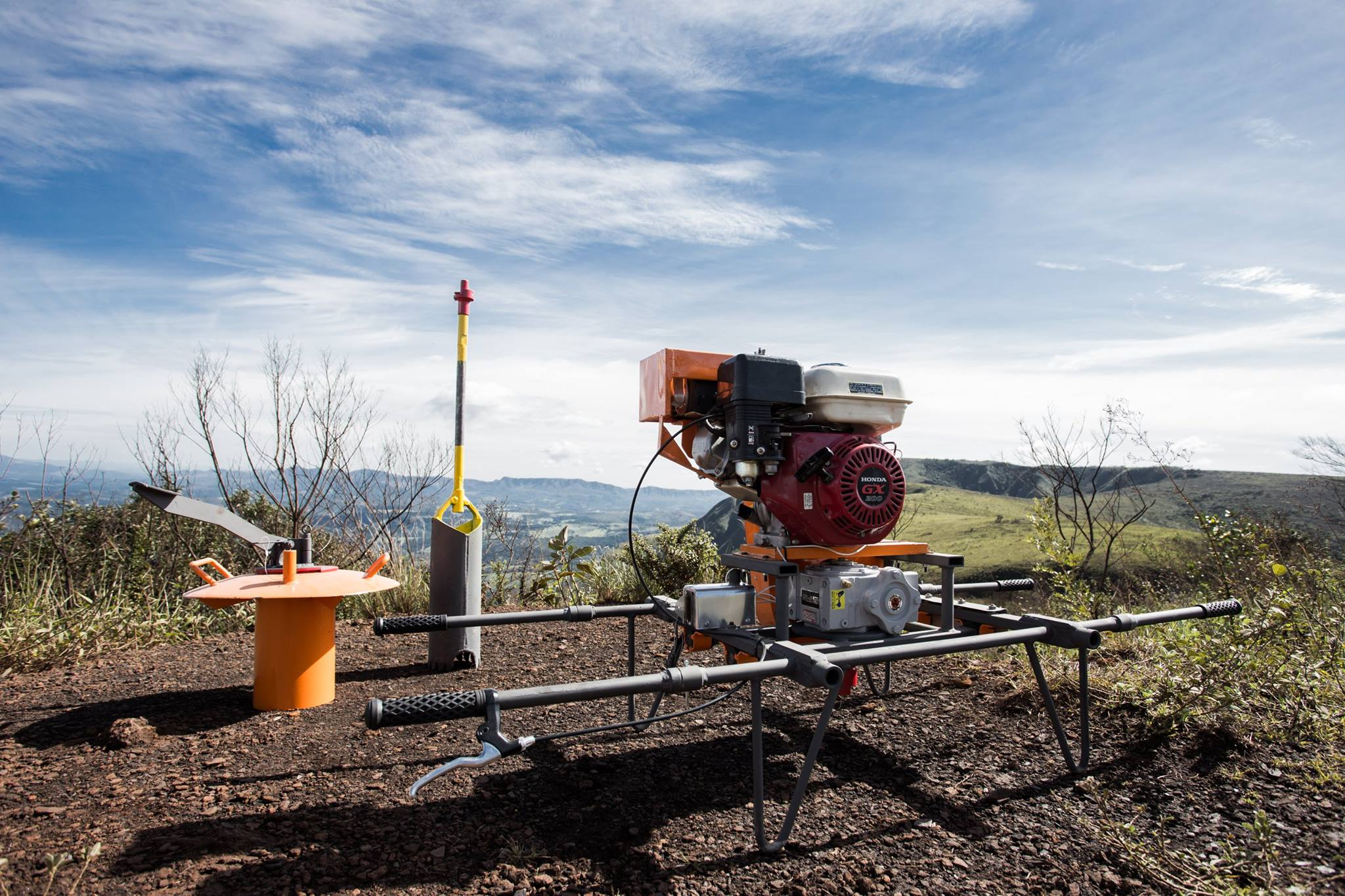
Trado manual mecanizado

•Capacidade do tanque de combustível: 530 cm3 (0,53 L);
•Óleo 2 tempos na proporção de 40ml/L de gasolina;
| Diâmetro da broca 3” à 8” | Profundidade até 5m |

- TRADO MANUAL MECANIZADO

•Potência Gasolina: até 6,5 Hp; 
•Cilindrada: 196 cm3;
•Relação de transmissão: 47,5:1;
•Peso sem combustível, sem broca: 60 kg;
•Capacidade do tanque de combustível: 3,6L;
•1Fornecimento de 1 par de brocas;
•²Profundidade de até 30 m; 
| Diâmetro da broca 3” e 4” | Profundidade até 30m |
| Diâmetro da broca 6” e 8” | Profundidade até 15m |
| Diâmetro da broca 10”     | Profundidade até 5m  |

## Trado Hidráulico Mecanizado
O trado mecânico, também conhecido como trado mecanizado, é acionado por um motor (elétrico, hidráulico ou a combustão). Com maior potência e eficiência, permite perfurações mais profundas e em solos mais compactos ou rochosos. 
Pode atingir profundidades significativamente maiores em comparação ao trado manual. 
Aplicação em solos compactos, cascalhentos e até em rochas fragmentadas. 
O trado mecanizado é amplamente utilizado em:
1. Geotecnia: sondagens de solos para investigações preliminares de projetos estruturais e fundações leves.
2. Meio ambiente: coleta de amostras de solo para análise de contaminação ou monitoramento ambiental.
3. Agricultura: perfuração de solos para instalação de sistemas de irrigação, plantio e adubação profunda.
4. Construção civil: execução de furos para fundações rasas, profundas e implantação de cercas ou postes.Trado mecanizado

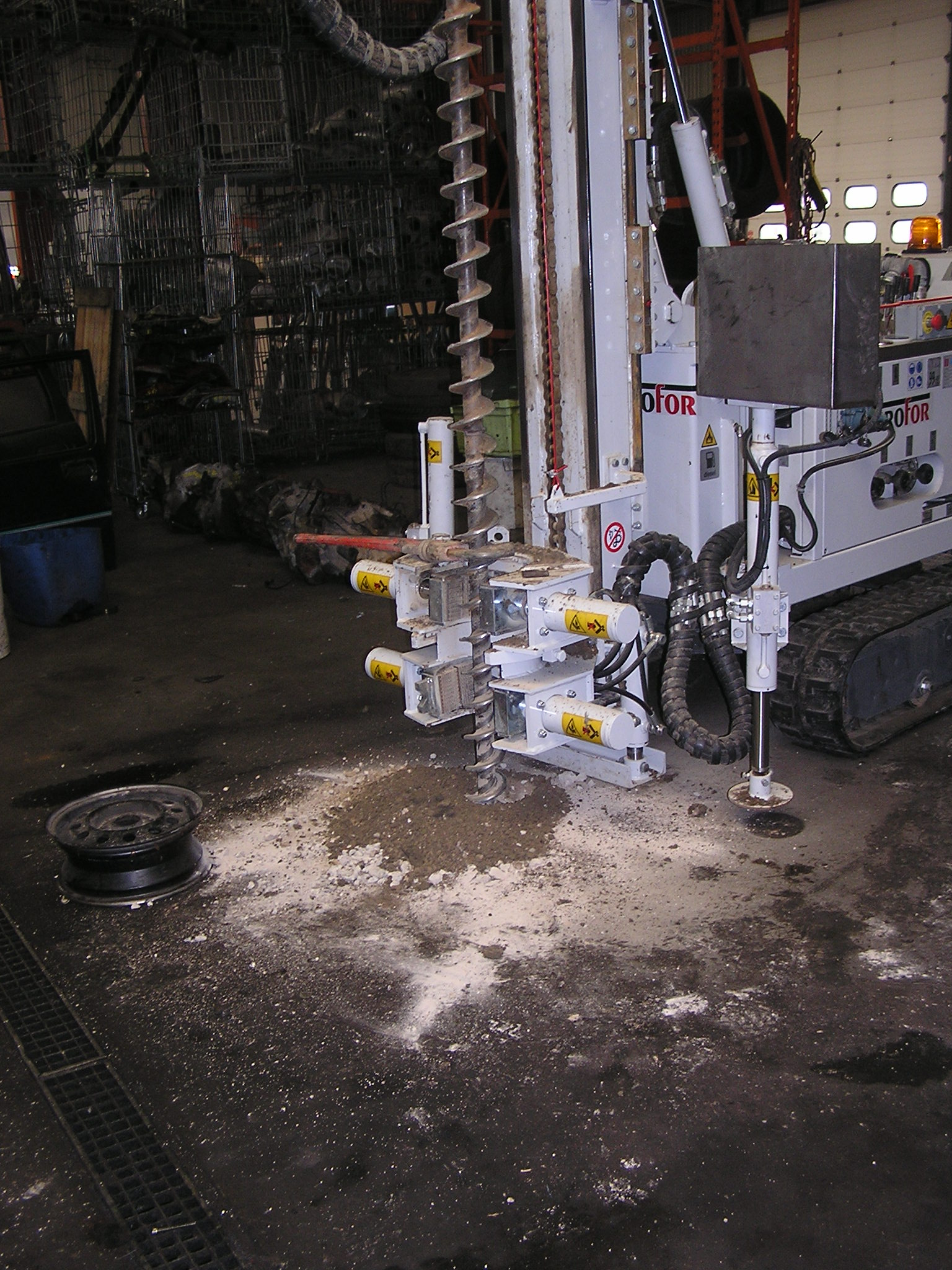
Trado mecanizado

## Vantagens e Limitações
| Aspecto      | Trado Manual                            | Trado Mecânico                                                    |
| ------------ | --------------------------------------- | ----------------------------------------------------------------- |
| Profundidade | Profundidades limitadas                 | Profundidades maiores                                             |
| Aplicação    | Solos poucos compactos                  | Solos poucos compactos, solos compactos, cascalhos e rochas leves |
| Custo        | Baixo custo de aquisição e operação     | Custo mais elevado (manutenção, transporte, combustível)          |
| Mobilidade   | Fácil transporte e uso em áreas remotas | Maior peso e transporte mais custoso para áreas mais afastadas    |